# Джастін Гойт
Джастін Гойт (англ. Justin Hoyte, нар. 22 листопада 1984, Лейтонстоун, Англія) — англійський та тринідадський футболіст. Переважно грав на позиції правого захисника. Виступав в англійських клубах «Арсенал» (Лондон), «Сандерленд», «Мідлсбро», «Міллволл» та «Дагенем енд Редбрідж». На міжнародному рівні представляв Англію в юнацьких та молодіжних (до команди U-21) збірних країни, проте на дорослому рівні виступав за національну збірну Тринідаду і Тобаго.
Чемпіон Англії. Володар Кубка Англії. Дворазовий володар Суперкубка Англії з футболу.

## Клубна кар'єра

### «Арсенал»
Народився 22 листопада 1984 року в Лейтонстоуні, одному з пригородів Східного Лондона й приєднався до дитячої кадемії «Арсеналу» у віці 9 років. Пройшов усі щаблі молодіжної академії «канонірів», був незамінним гравцем основи в двоматчевому фінальному протистоянні молодіжного кубку Англії 2001 року, в якому молоді «арсеналівці» стали переможцями цього турніру. У липні 2002 року підписав свій перший професіональний контракт з «Арсеналом».

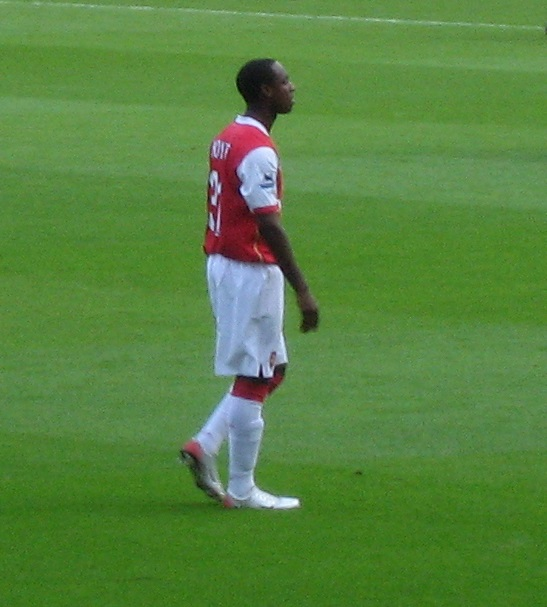
Гойт під час виступів за «Арсенал» у 2006 році

Дебютував за першу команду лондонців у травні 2003 року, вийшовши на поле на 89-й хвилині переможного (6:1) поєдинку Прем'єр-ліги проти «Саутгемптона». У переможному сезоні Прем'єр-ліги 2003/04 зіграв декілька хвилин в одному поєдинку, але цього було не достатньо щоб отримати медаль. У Суперкубку Англії 2004 року Гойт також вийшов, знову з лави для запасних, в цьому поєдинку «Арсенал» переміг «Манчестер Юнайтед». Вперше в стартовому складі «Арсеналу» дебютував у виїзному поєдинку проти «Норвіч Сіті», замінивши Паскаля Сігана, який травмувався на передматчевій розминці. Хоча він й визнав правомірність пенальті в переможному (4:1) для «Арсеналу» поєдинку, «Індепендент» написала, що «[можна було б] зіграв досить добре, щоб запобігти своїй оренді в Іпсвич». Проте оренда до Чемпіоншипу зірвалася через те, що «каноніри» провалили спробу підписати дублера для Лорана на позицію правого захисника, отож Джастін залишився в команді й до завершення сезону встиг зіграти 12 матчів у всіх турнірах.
Влітку 2005 року з'явилися чутки про можливий перехід Гойта до «Іпсвіч Таун», але менеджер «Арсеналу» Арсен Венгер дав зрозуміти, що він хоче, щоб захисник виступав у Прем'єр-лізі. 31 серпня був орендований «Сандерлендом» на сезон 2005/06 років як частина угоди по переходу воротаря «чорних котів» Марта Поома, який приєднався до «Арсеналу» як дублер Єнса Леманна. Гойойт зіграв у 31 поєдинку в усіх турнірах й відзначився 1 голом, у квітні 2006 року в поєдинку «Тайн-Вірського дербі» проти «Ньюкасл Юнайтед».
Через травму Гаеля Кліши та перехід Ешлі Коула, який був відсутнім у команді через тривалу процедуру переходу в «Челсі», Гойт розпочав сезон 2006/07 років у «Арсеналі» тимчасово основним лівим захисником, вийшовши у стартовому складі в поєдинках проти з «Динамо» (Загреб) та «Астон Вілли», хоча, як очікувалося, це було тимчасовим явищем. Після одужання Гаеля Кліши Джастін повернувся на рідну для себе позицію правого захисника, оскільки основний на цій позиції Еммануель Ебуе отримав травму. Гойт забив свій перший м'яч за «Арсенал» 2 січня 2007 року в переможному (4:0) поєдинку проти «Чарльтон Атлетік», й, таким чином, став першим англійцем, який відзначався голом на новому клубному стадіоні лондонців «Емірейтс». Загалом у сезоні зіграв 36 матчів, в тому числі й вийшов у стартовому складі Фіналу Кубка Футбольної ліги, в якому «Арсенал» з рахунком 1:2 поступився «Челсі».
У липні 2007 року Daily Mirror повідомила, що «Астон Вілла» має намір запропонувати «Арсеналу» за Гойта 4,5 мільйона фунтів стерлінгів, після того, як менеджер команди Мартін О'Нілл поставив пріоритетним завданням для клубу підписання футболіста на позицію правого захисника. Венгер заявив, що Гойт нікуди не перейде, а Ебуе гратиме у півзахисті, натомість Джастін буде конкурувати з Бакарі Санья за позицію правого захисника. Того сезону Гойт зіграв 68 поєдинків у всіх змаганнях, алк в Прем'єр-лізі вийшов на поле в стартовому складі лише двічі. До того ж сам Джастін вирішив залишитися й боротися за місце в стартовому складі, тому гравець відмовився від переходу до «Астон Вілли», проте «Арсенал» був готовий й надалі вести переговори щодо переходу гравця. Після того, як «Вілла» підписала футболіста «Міддлсбро» Люка Янга, Гойт погодився негайно зайняти вакантне місце правого захисника. «Арсенал» отримав відступні у розмірі 3 мільйони доларів, гравець підписав чотирирічний контракт, а перехід завершився 16 серпня 2008 року.

### «Мідлсбро»

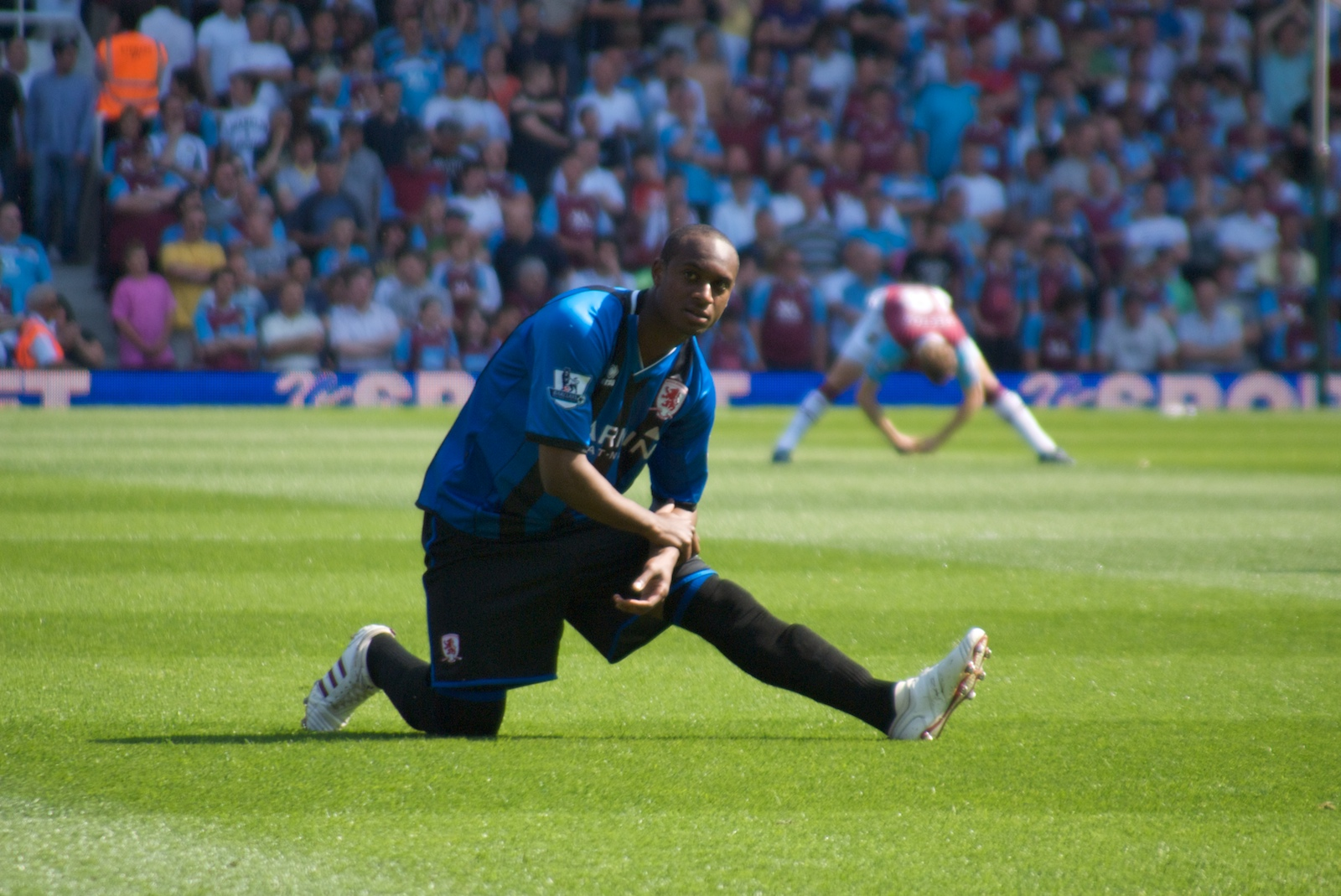
Гойт під час виступів за «Мідлсбро» у 2009 році

28 грудня 2009 року Джастін відзначився дебютним голом після свого переходу в «Міддлсбро», у поєдинку проти «Барнслі». Під керівництвом Тоні Мовбрея Гойт став регулярним гравцем команди.
8 лютого 2012 року Гойт напав на лаву господарів під час телевізійної трансляцій Кубка Англії між «Міддлсбро» і «Сандерлендом». Проте цей напад обернувся проти нього ж самого, один з футболістів, на якого напав Джастін, здійснив проти нього підкат зі спини, через що Гойт отримав серйозну травму та вибув на триваливий період часу. «Міддлсбро» поступився в тому поєдинку.
У липні 2012 року Джастін залишив «Міддлсбро» вільним агентом, проте згодом погодився підписати новий 2-річний контракт з клубом, і став восьмим підписанням Мовбрея на сезон 2012/13 років.
9 листопада 2012 року Гойт забив другим голом у чемпіонаті за «Міддлсбро», у виїзному поєдинку переможному поєдинку проти «Шеффілд Венсдей» ударом зовнішної частини стопи одразу після виходу на поле, забезпечивши для «Міддлсбро» місце у верзній частині турнірної таблиці.
У серпні 2013 року, коли «Міддлсбро» підписав Фрейзера Річардсона, Мовбрей сказав, що він буде конкурентом для Гойта. Він забив двічі у 162 матчах за клуб.

### Подальша кар'єра
5 листопада 2013 року Джастін повернувся до Лондона, його орендував представник Чемпіоншипу «Міллволл». Перехід офіційно було оформлено 2 січня 2014 року. По завершенні сезону 2014/15 років залишив команду, зігравши за 18 місяців свого перебування в клубі лише 3 матчі.
Гойт приєднався до представника Другої футбольної ліги «Дагенема енд Редбрідж» 30 вересня 2016 року, підписавши безстроковий контракт. Виступав у команді до завершення сезону будучи гравцем стартової 11-ки до моменту вильоту «Дагенема» до Національної ліги
До складу клубу «Цинциннаті» з United Soccer League приєднався у березні 2017 року і за два сезони відіграв за команду з Цинциннаті 47 матчів у національному чемпіонаті. Після перетворення «Цинциннаті» у франшизу MLS Гойт був підписаний новоствореним клубом 10 грудня 2018 року. У вищій лізі США він дебютував 13 квітня 2019 року в матчі проти «Лос-Анджелеса». Після закінчення сезону 2019 «Цинциннаті» не продовжив контракт із Гойтом і він вирішив завершити ігрову кар'єру.

## Виступи за збірні
На міжнародному рівні Джастін мав право представляти Англію або Тринідід і Тобаго. 1999 року дебютував у складі юнацької збірної Англії, взяв участь у 36 іграх на юнацькому рівні.
Протягом 2003—2007 років залучався до складу молодіжної збірної Англії. На молодіжному рівні зіграв у 22 офіційних матчах, забив 1 гол. У лютому 2006 року він відхилив запрошення з Тринідаду і Тобаго, оскільки мав бажання виступати за Англію. Тринідад мав намір викликати гравця до свого складу для участі в Чемпіонату світу з футболу 2006 року. У відповідь на це Гойт заявив: «Це, звичайно, приємно, і [отримати] шанс зіграти на чемпіонаті світу було б чудово, але на даний момент я планую зосередитися виключно на своїй кар'єрі в Англії, і я сподіваюся, що одного дня я буду грати за Англію на Чемпіонаті світу.» За англійську «молодіжку» Джастін зіграв 18 матчів, в тому числі провів усі чотири поєдинки англійців на молодіжному чемпіонаті Європи 2007 року. Він взяв участь в легенларерму півфінальному поєдинку проти господарів, Нідерландів, при цьому в серії пенальті не реалізував свій перший удар, але вдруге вже був точним, тим не менше англійці поступилися нідерландцям з рахунком 12:13. Свій єдиний матч за молодіжну збірну забив також у вороти Нідерландів, у листопаді 2006 року.
У лютому 2013 року Джастін погодився виступати за збірну Тринідаду та Тобаго, а вже в березні того ж року отримав дебютний виклик до її складу. У складі збірної був учасником розіграшу Золотого кубка КОНКАКАФ 2013 року у США.

## Особисте життя
Джастін син британських спринтерів Леса Гойта та Венді Гойт (Кларк), яка виграла золоту медаль на Іграх Співдружності 1982 року. Його молодший брат, Гевін, також захищає кольори національної збірної Тринідада й Тобаго. Його кузен, Крістофер Кларк, є британським спринтером.

## Статистика

### Клубна
Станом на 22 квітня 2018
| Клуб                 | Сезон             | Ліга                 | Ліга  | Ліга | Національний кубок | Національний кубок | Кубок ліги | Кубок ліги | Інші  | Інші | Загалом | Загалом |
| Клуб                 | Сезон             | Дивізіон             | Матчі | Голи | Матчі              | Голи               | Матчі      | Голи       | Матчі | Голи | Матчі   | Голи    |
| -------------------- | ----------------- | -------------------- | ----- | ---- | ------------------ | ------------------ | ---------- | ---------- | ----- | ---- | ------- | ------- |
| Арсенал              | 2002–03           | Прем'єр-ліга         | 1     | 0    | 0                  | 0                  | 0          | 0          | 0     | 0    | 1       | 0       |
| Арсенал              | 2003–04           | Прем'єр-ліга         | 1     | 0    | 0                  | 0                  | 2          | 0          | 0     | 0    | 3       | 0       |
| Арсенал              | 2004–05           | Прем'єр-ліга         | 5     | 0    | 1                  | 0                  | 3          | 0          | 3     | 0    | 12      | 0       |
| Арсенал              | 2005–06           | Прем'єр-ліга         | 0     | 0    | —                  | —                  | —          | —          | 1     | 0    | 1       | 0       |
| Арсенал              | 2006–07           | Прем'єр-ліга         | 22    | 1    | 4                  | 0                  | 4          | 0          | 6     | 0    | 36      | 1       |
| Арсенал              | 2007–08           | Прем'єр-ліга         | 5     | 0    | 3                  | 0                  | 5          | 0          | 2     | 0    | 15      | 0       |
| Арсенал              | Загалом           | Загалом              | 34    | 1    | 8                  | 0                  | 14         | 0          | 12    | 0    | 68      | 1       |
| Сандерленд (оренда)  | 2005–06           | Прем'єр-ліга         | 27    | 1    | 2                  | 0                  | 1          | 0          | —     | —    | 30      | 1       |
| Мідлсбро             | 2008–09           | Прем'єр-ліга         | 22    | 0    | 4                  | 0                  | 2          | 0          | —     | —    | 28      | 0       |
| Мідлсбро             | 2009–10           | Чемпіоншип           | 30    | 1    | 1                  | 0                  | 1          | 0          | —     | —    | 32      | 1       |
| Мідлсбро             | 2010–11           | Чемпіоншип           | 17    | 0    | 1                  | 0                  | 2          | 0          | —     | —    | 20      | 0       |
| Мідлсбро             | 2011–12           | Чемпіоншип           | 39    | 0    | 3                  | 0                  | 2          | 0          | —     | —    | 44      | 0       |
| Мідлсбро             | 2012–13           | Чемпіоншип           | 31    | 1    | 0                  | 0                  | 3          | 0          | —     | —    | 34      | 1       |
| Мідлсбро             | 2013–14           | Чемпіоншип           | 3     | 0    | —                  | —                  | 1          | 0          | —     | —    | 4       | 0       |
| Мідлсбро             | Загалом           | Загалом              | 142   | 2    | 9                  | 0                  | 11         | 0          | —     | —    | 162     | 2       |
| Міллволл             | 2013–14           | Чемпіоншип           | 5     | 0    | —                  | —                  | —          | —          | —     | —    | 5       | 0       |
| Міллволл             | 2014–15           | Чемпіоншип           | 2     | 0    | 0                  | 0                  | 1          | 0          | —     | —    | 3       | 0       |
| Міллволл             | Загалом           | Загалом              | 7     | 0    | 0                  | 0                  | 1          | 0          | —     | —    | 8       | 0       |
| Дагенем енд Редбрідж | 2015–16           | Друга ліга           | 25    | 0    | 2                  | 0                  | —          | —          | 1     | 0    | 28      | 0       |
| Цинциннаті           | 2017              | United Soccer League | 19    | 2    | 5                  | 0                  | —          | —          | 1     | 0    | 25      | 2       |
| Цинциннаті           | 2018              | United Soccer League | 5     | 0    | 0                  | 0                  | —          | —          | —     | —    | 5       | 0       |
| Цинциннаті           | Загалом           | Загалом              | 24    | 2    | 5                  | 0                  | —          | —          | 1     | 0    | 30      | 2       |
| Усього за кар'єру    | Усього за кар'єру | Усього за кар'єру    | 259   | 6    | 26                 | 0                  | 27         | 0          | 14    | 0    | 326     | 6       |

1. ↑  Два поєдинки в Лізі чемпіонів, 1 — у Суперкубку Англії
2. ↑  Матчі в Суперкубку Англії
3. 1 2  Матч(і) в Лізі чемпіонів
4. ↑  Матчі в Трофеї Футбольної ліги
5. ↑  Виступи в плей-оф USL

### Збірна
Станом на 29 березня 2016
| Національна збірна | Рік   | Матчі | Голи |
| ------------------ | ----- | ----- | ---- |
| Тринідад і Тобаго  | 2013  | 8     | 0    |
| Тринідад і Тобаго  | 2014  | 6     | 0    |
| Тринідад і Тобаго  | 2015  | 2     | 0    |
| Тринідад і Тобаго  | 2016  | 2     | 0    |
| Total              | Total | 18    | 0    |

## Досягнення

### Клубні
«Арсенал»
- Молодіжний кубок Англії
  -  Володар (1): 2001[4]

- Прем'єр-ліга
  -  Чемпіон (1): 2003/04

- Кубок Англії
  -  Володар (1): 2004/05

- Суперкубок Англії
  -  Володар (2): 2002, 2004[5]

- Кубок Футбольної ліги
  -  Фіналіст (1): 2006/07[52]

### Міжнародні
Тринідад і Тобаго
- Карибський кубок
  -  Фіналіст (1): 2014[53]

## Особисте життя
Молодший брат Джастіна, Гевін Гойт також є вихованцем «Арсеналу» і грав на позиції захисника.